# Áreas Revertidas del Canal de Panamá

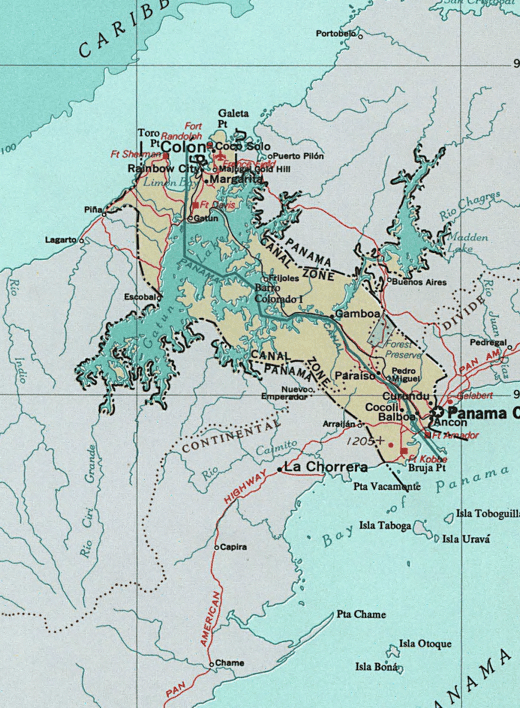
Mapa de la antigua Zona del Canal de Panamá, que fue ocupada por soldados y ciudadanos de EE. UU. entre 1903 y 1979. No se devolvieron todas las infraestructuras norteamericanas en 1979, sino que se fueron entregando por EE. UU. a Panamá progresivamente hasta el 31 de diciembre de 1999, cuando Panamá recuperó el control total sobre su territorio.

Las Áreas Revertidas del Canal de Panamá corresponden a la antigua Zona del Canal de Panamá que estaba administrada por los Estados Unidos hasta la firma del Tratado del Canal de Panamá, contenido en los Tratados Torrijos-Carter, en los que se reconoce la soberanía panameña, suprimiendo el gobierno civil estadounidense en dicha zona. Estas áreas fueron paulatinamente revertidas a territorio de Panamá, desde el 1 de octubre de 1979 hasta el 31 de diciembre de 1999, en cumplimiento del Artículo I del Tratado del Canal de Panamá. Estas áreas corresponden un total de 1474 km².
Poco después del mediodía, hora local, del 31 de diciembre de 1999, todas las parcelas de la antigua Zona del Canal de todo tipo habían pasado a estar bajo la jurisdicción exclusiva de Panamá.

## Fases de transición
En 1903 Panamá y Estados Unidos firmaron el Tratado Hay-Bunau Varilla. Por medio de este tratado se creó la Zona del Canal de Panamá como una región gobernada por Estados Unidos y permitió a este último país construir el Canal de Panamá. En 1977, el Comandante de la Guardia Nacional de Panamá, General Omar Torrijos, y el presidente estadounidense Jimmy Carter firmaron los Tratados Torrijos-Carter. Con el tiempo, estos tratados reemplazarían y absolverían el de 1903.
- El 1 de octubre de 1979, se abolió la Zona del Canal de Panamá. Toda la superficie no utilizada (principalmente bosque) se transfirió a Panamá. También se transfirieron a Panamá algunas construcciones no militares, como hospitales y escuelas.
- Entre 1979 y el 31 de diciembre de 1999, Estados Unidos transfirió todas las áreas y construcciones militares a Panamá. La presencia estadounidense formal concluyó en el año 2000. En total, se transfirieron 95.293 acres (386 kilómetros cuadrados) con 5.237 edificios. Su valor estimado fue de unos 4.000 millones de dólares.
- Después de la invasión estadounidense de Panamá en 1989 para deponer a Manuel Noriega, algunas instalaciones fueron reactivadas por Estados Unidos, pero éstas fueron desmanteladas en 2000.[7]

## Línea de Tiempo

### 1 de octubre de 1979

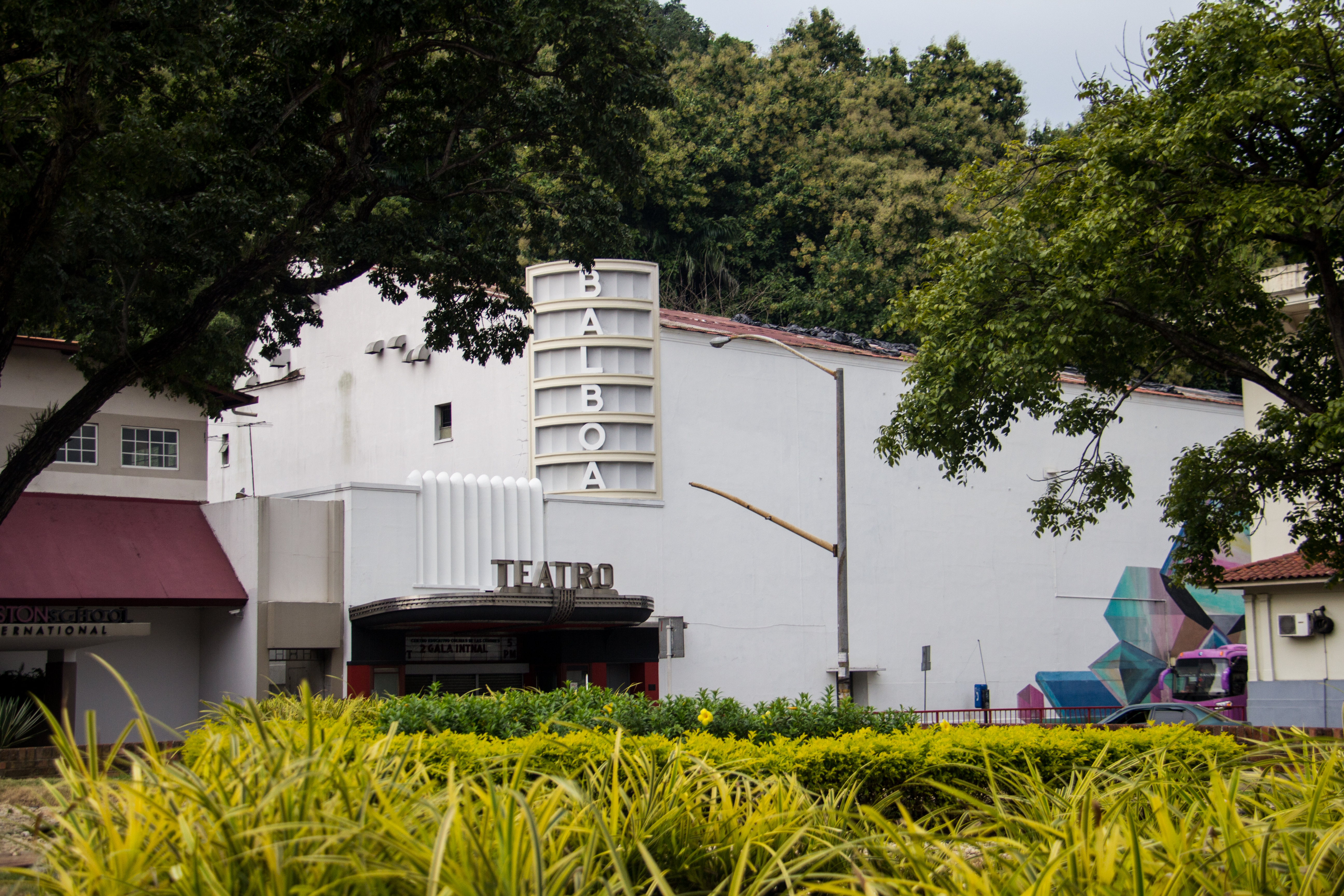
El Teatro Balboa fue entregado por EE. UU. a Panamá en 1979.

- Parte de las Fuerzas Armadas de Estados Unidos en Fuerte Amador (17 edificios que albergaban al Cuartel del ejército en Panamá y 8 viviendas familiares del ejército).
- Aeródromo del ejército y la pista de aterrizaje de Albrook.
- 20 viviendas del ejército en Altos de Curundu (cerca del aeródromo de Albrook), y dos viviendas en Quarry Heights.
- Hospital Nacional Larga Estancia, antiguamente llamado Hospital de Palo Seco para pacientes con lepra o la enfermedad de Hansen que constaba de 9 edificios (comedor, almacén, capilla, administración, salas de hospitalización)

### 1979 a 1983
- Varios edificios del área del Depósito Aéreo de Panamá (adyacente al aeródromo de Albrook).
- 88 viviendas del ejército en Altos de Curundu, revertidos el 1 de octubre de 1983.

### 1 de octubre de 1984
- Todas las barracas y edificios que albergaban al ejército en Fuerte Gulick (hoy Fuerte Espinar), en Colón, incluyendo los diez edificios de la Escuela de las Américas.
- 67 viviendas en France Field en Colón.

### Año 1992
- Área de vivienda para oficiales solteros de Altos de Curundu (13 edificios), en diciembre.

### 1993
- El área del campo Chagres (cerca del lago Alajuela), en julio.
- El polígono de Chivo Chivo, excepto el complejo de antenas cerca del Fuerte Clayton en septiembre.

### 1994
- Complejo médico del Hospital de Coco Solo; transferido a la Caja de Seguro Social de Panamá mediante una venta valorada en un millón de balboas, el 31 de mayo.
- Ceremonia de despedida de la 193.ª Brigada Livian de Infantería en Fuerte Clayton, el 3 de junio.

### 1995

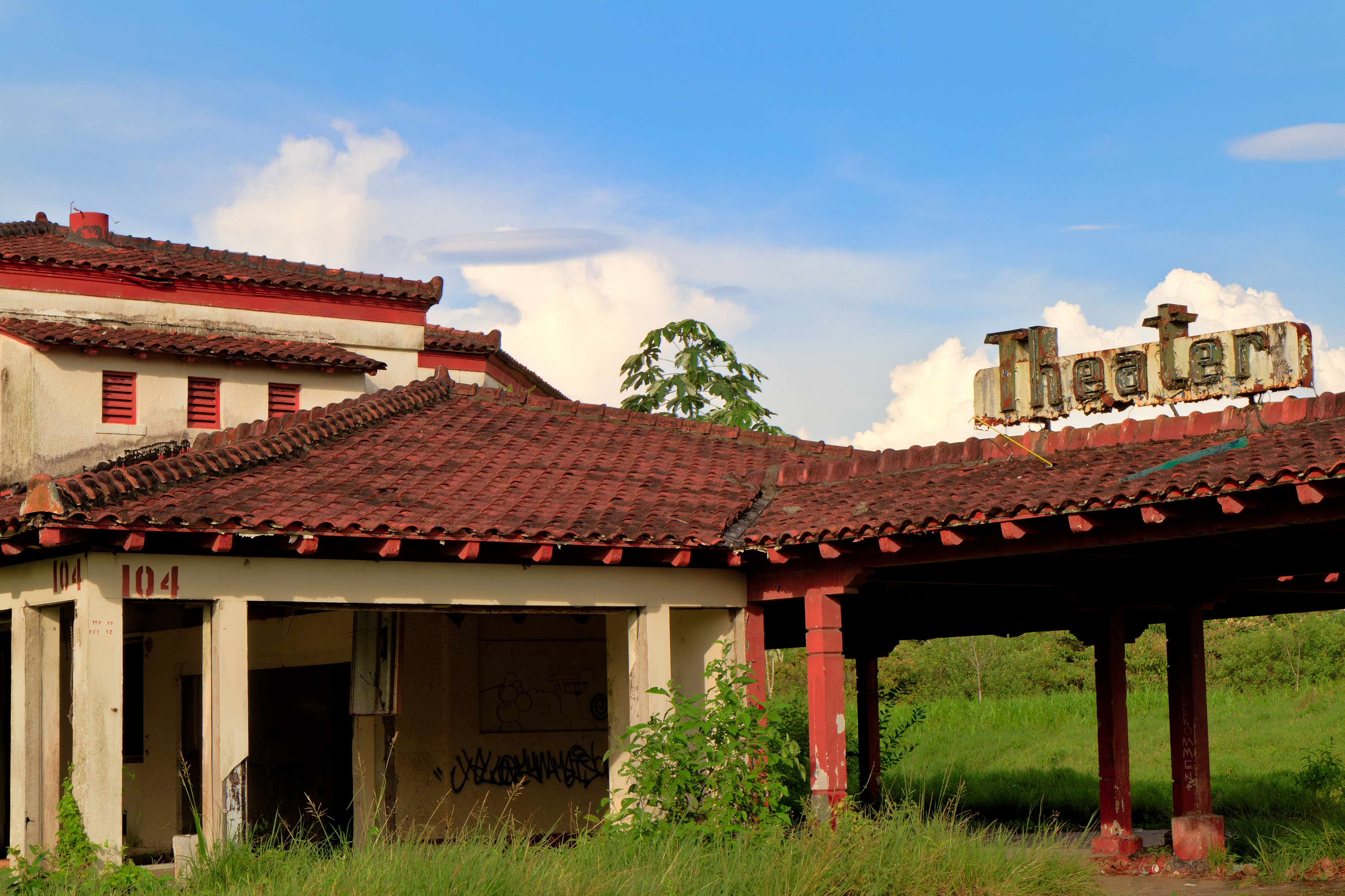
Teatro abandonado en Fort Davis, que fue transferido a Panamá en 1995.

- Fuerte Espinar (140 ha):
  - Galería de Bolos
  - Capilla
  - Piscina de 50 m
  - Estación de gasolina
  - 560 viviendas familiares
  - Escuela primaria de 21 aulas
- Fuerte Davis (1650 hectáreas):
  - Estación de gasolina
  - Escuela primaria de 24 aulas
  - Piscina de 50 m
  - Teatro
  - 794 viviendas familiares
  - Campo de golf
  - Gimnasio
- Escuela de Cristóbal (25 ha):
  - Complejo escolar
  - Campo de béisbol
  - Cancha de tenis
  - Piscina
  - Laboratorios
  - 24 aulas

### 1996
- Fuerte Amador (176 ha, en octubre):
  - Complejo de oficinas
  - Teatro
  - 370 viviendas familiares
  - Campo de golf
  - Gasolinera
  - Capilla

### 1997

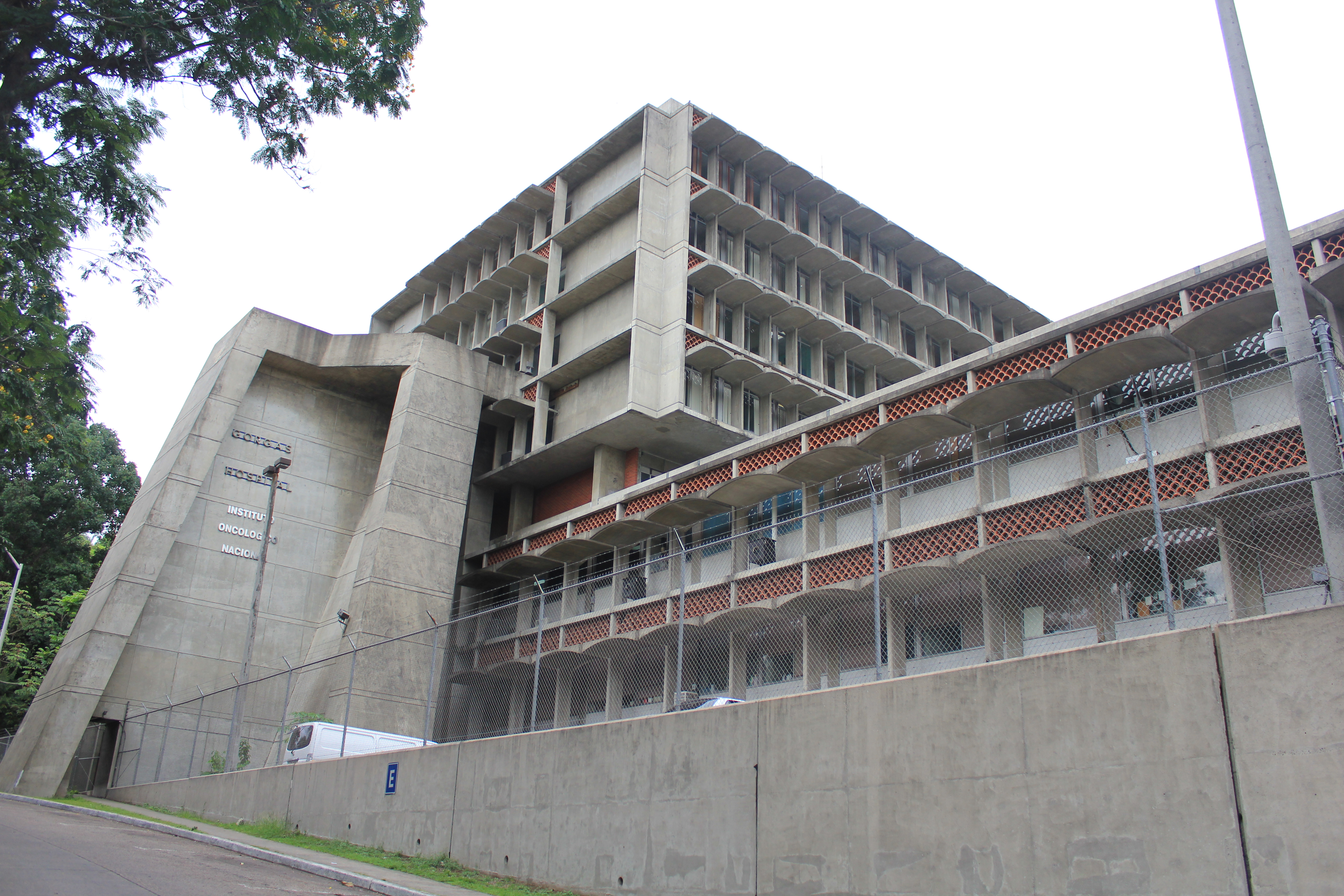
El Hospital Gorgas fue construido por los franceses como L'Hospital Notre Dame de Canal en 1882, rebautizado como Hospital Ancón cuando Estados Unidos asumió el control en 1904, reconstruido en 1915 y finalmente renombrado en honor a William C. Gorgas en 1928. Fue transferido a Panamá en 1997. Ahora alberga el Ministerio de Salud de Panamá y el Instituto Oncológico Nacional.

- Finca de Tanques de Arraiján (en enero): Capacidad para 1.125.000 barriles de combustible con tuberías directas a Rodman y Howard.
- Llanos de Curundu (74 ha, el 31 de julio)
  - Galería de Bolos
  - Teatro
  - Piscina de 30 m
  - Gasolinera
  - 340 viviendas familiares
- Base Aérea de Albrook (311 ha, el 30 de septiembre):
  - Galería de Boliche
  - Piscina de 50 m
  - Capilla
  - 795 viviendas familiares
  - Estafeta de Correos
  - Escuela
  - Hangares para aviones
- Hospital Gorgas (11 ha, el 25 de noviembre):
  - Capacidad para 100 camas
  - Morgue
  - Capilla

### 1998
- Quarry Heights - Sede del antiguo Comando Sur estadounidense (31 ha, el 8 de enero):
  - Oficina postal
  - 146 viviendas familiares
- Panama Canal College (7 ha):
  - Capacidad para 2200 estudiantes
  - Biblioteca
  - Laboratorios
  - Gimnasio

### 1999
- Fuerte Clayton (880 ha):
  - Galería de Bolos
  - Capilla
  - Gimnasio
  - Piscina de 50 m
  - Estación de gasolina
  - Teatro
  - Estación de bomberos
  - Dos escuelas primarias
  - Estación de policía
  - 2421 viviendas familiares
- Base Aérea de Howard (2.160 ha):
  - Aeropuerto de 2,6 km de largo
  - Terminal de pasajeros
  - Galería de boliche
  - Capilla
  - Gimnasio
  - Piscina de 50 m
  - Estafeta de Correos
  - Estación de bomberos
  - Estación de gasolina
  - Escuela primaria de 31 aulas
  - 1185 viviendas familiares

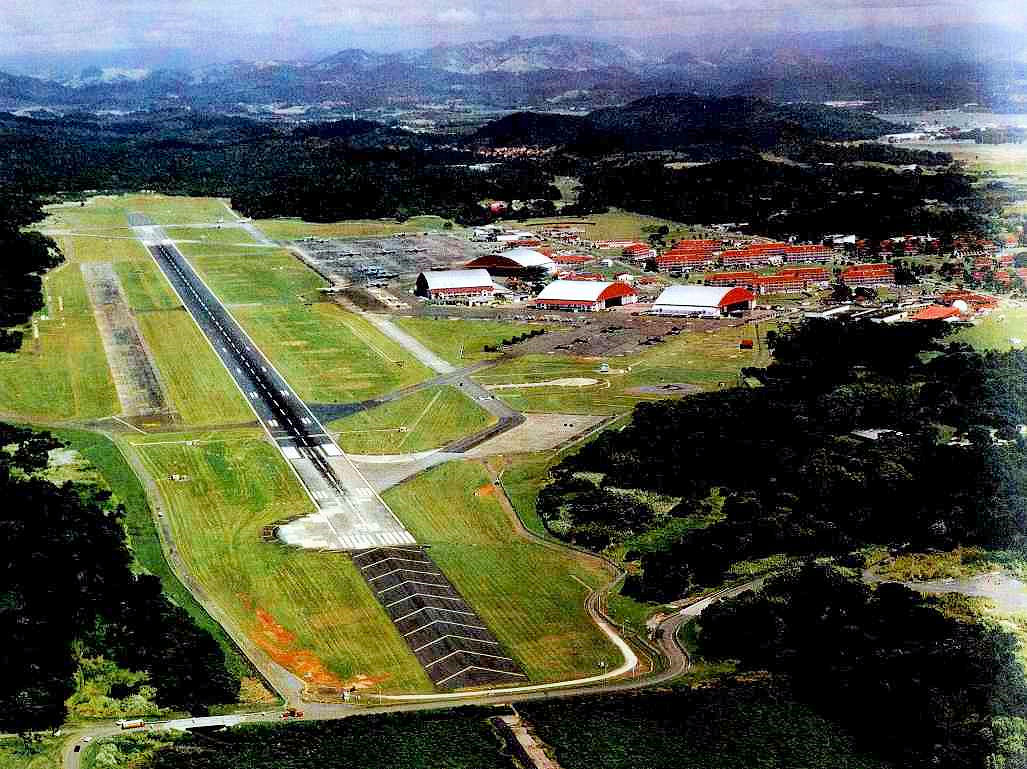
Base de la Fuerza Aérea Howard de EE. UU. en 1970. Fue entregada al gobierno panameño el 1 de noviembre de 1999.

- Estación Naval de Rodman (240 ha):
  - Puerto de 1.129 m de espacio libre
  - Muelle
  - Galería de boliche
  - Estación de gasolina
  - Piscina de 50 m
  - Gimnasio
  - Capilla
  - 172 viviendas familiares
- Barracas de la Infantería de Marina (115 ha):
  - Campo de golf
  - 32 viviendas familiares
- Corozal (130 ha):
  - Edificio de oficinas
  - Complejo industrial
  - Escuela primaria de 20 aulas
  - 120 viviendas familiares
- Farfán (330 ha):
  - Pisicina de 40 m
  - 200 viviendas familiares
- Fuerte Sherman (9.350 ha):
  - Pequeño complejo portuario
  - Capilla
  - Gimnasio
  - Teatro
  - Pista de aterrizaje
  - 132 viviendas familiares
- Cocolí (60 ha):
  - 324 viviendas familiar:
  - Escuela primaria de 36 aulas
  - 528 viviendas familiares

## Bases militares
Durante los dos últimos años de vigencia del Tratado del Canal de Panamá (entre 1998 y 1999), las fuerzas militares estadounidenses se ubicaron en la Base Aérea de Howard, la Estación Naval de Rodman, la Base de Clayton y Fuerte Kobbee, ubicadas en el lado del Pacífico y en Fuerte Sherman en el lado Atlántico.